# Бірюков Адам Андрійович
Адам Андрійович Бірюков (21 листопада 1914, с. Ядрана Слобода, Кличевський район —) — один з організаторів і керівників комсомольсько-молодіжного підпілля і партизанського руху на території Гомельської і Пінської областей в роки Другої світової війни.
Закінчив ВПШ при ЦК КПРС у 1958 році. З вересня 1940 секретар Гомельського підпільного обкому ЛКСМБ і Рогачевського підпільного РК ЛКСМБ, до 1 червня 1943 р. член Рогачевського підпільного РК КП(б)Б, одночасно з листопада 1941 командир партизанської групи, комісар партизанського загону № 255. З 22 лютого 1943 року комісар 8-ї Рогачевської партизанської бригади. У серпні 1943 — липні 1944 1-й секретар Пінського підпільного обкому ЛКСМБ, у вересні 1943 — березні 1944 член Жабчицькога підпільного РК КП(б)Б. З 1947 року на партійній і господарській роботі. Депутат Верховної Ради БРСР у 1959-63 роках.